# Manhush
Manhush (em ucraniano: Мангуш) é um assentamento de tipo urbano no oblast de Donetsk, no leste da Ucrânia. Era a sede administrativa do distrito de Manhush, mas agora é administrado pelo distrito de Mariupol. Em 2022, a população estimada era de 7.731 pessoas.

## História
O assentamento foi fundado por cerca de 800 gregos da Crimeia (originários de Mangupe) que foram deportados pelas tropas de Alexander Suvorov. Era uma vila no uyezd de Mariupol, no governadorado de Yekaterinoslav, no Império Russo. De 1946 a 1995, foi conhecido como Pershotravneve ou Pershotravnevy (em russo). Em janeiro de 1989, a população do assentamento era de 7.467 pessoas.

Em abril de 2022, durante a invasão da Ucrânia pela Rússia, foi relatado que a cidade foi o local de uma vala comum que consistia em trezentas covas, cada uma medindo seis pés por dez pés. Acredita-se que as valas contenham corpos de civis retirados do cerco da cidade vizinha de Mariupol.